# Мануэла (телесериал)
«Мануэла» (исп. Manuela, итал. Manuela) — аргентино-итальянская теленовелла, над сценарием которой работала большая группа аргентинских сценаристов во главе с бразильским писателем Маноэлем Карлосом. Основой теленовеллы стал роман 1934 года «Наследница» писательницы Каролины Набукко. Съёмки проходили в Буэнос-Айресе, в Риме, Мадриде, итальянских Альпах, Лос-Анджелесе и Венеции. Сериал отличает качественная музыка. Песню «Мануэла», которая является основным музыкальным фоном, исполнил Пабло Ольвидес на двух языках для соответствующих версий. В Аргентине транслировался по каналу Canal 13 с понедельника по пятницу в 15:00. В Италии шёл по каналу Rete 4, где занял третье место по количеству зрителей. Актрисе Гресии Кольменарес «Мануэла» принесла международную известность и стала её первой работой, где она сыграла сразу две роли. Для неё и Хорхе Мартинеса этот сериал стал второй совместной работой, где они сыграли главную любовную пару (ранее это была теленовелла «Ничья Мария» (1985)). Производством занимались аргентинская компания «Crustel S.A.» и итальянские «Deltavision» и «Reteitalia».
Поскольку сериал снимался Италией и Аргентиной, то он имеет две соответствующие версии: оригинальную аргентинскую и продублированную итальянскую. В России этот сериал транслировался дважды: по Пятому каналу Петербургского телевидения с 2 января 1995 года по 29 января 1996 года (аргентинская версия) и по каналу РТР с 31 июля 2000 года по 7 июня 2001 года (итальянская версия). Обе версии шли с закадровым переводом (аргентинская версия была переведена отделом дублирования телерадиокомпании Пятого канала (все женские роли озвучивала Светлана Шейченко, мужские — Николай Буров), итальянская — студией «Нота» по заказу РТР).
В 1999 году в Перу был снят 140-серийный ремейк «Исабелла, влюблённая женщина».

## Сюжет

### Предыстория
В 1950-е годы в Италии на послевоенной Сицилии 16-летняя Бернарда Морелли влюбляется в молодого парня Коррадо Вереццо, однако их отношения осложнены враждой их консервативно настроенных семей. Положение осложняется ещё больше, когда Бернарда обнаруживает, что беременна, на что Коррадо не высказывает никакой радости и нелегально бежит с Сицилии из-за того, что за ним начинают погоню братья Бернарды, которые шпионили за девушкой и следили, чтобы она не встречалась с ним. В отчаянии от его трусости, а также от того, что её семья её совсем не понимает, Бернарда сбегает из дома и уезжает к родственникам в Аргентину, однако те, узнав о её положении, прогоняют её, и Бернарда вынуждена скитаться по Буэнос-Айресу без жилья и питаться тем, что даёт благотворительность. Однажды вечером, уже будучи на последнем месяце беременности, Бернарда засыпает на крыльце дома, который принадлежит бездетной семье французского посла Герреро. Посол вместе с женой жалеют Бернарду и берут её к себе на постоянную работу в качестве экономки. В обмен Бернарда, когда у неё рождается ребёнок — девочка, названная Исабель, — официально отказывается от него и семья Герреро удочеряет девочку. С Бернардой они заключают нечто вроде неофициального договора: Исабель воспитывается в их семье, как родная, но когда она станет совершеннолетней, они расскажут ей правду о её происхождении.
Выбравшись с Сицилии, Коррадо тоже уезжает в Аргентину, где, занявшись коневодством, поселяется в провинции Буэнос-Айреса Каньяда-Сека и впоследствии женится на женщине по имени Мерседес. У них рождается дочь, названная Мануэлой, которая где-то на двенадцать лет младше Исабель. По воле обстоятельств, Коррадо всё же признаётся Мерседес о его интрижке молодости, но Мерседес, хоть и с тяжёлым сердцем, прощает его.

### Основной сюжет

#### Часть первая
Проходит около двадцати лет. Исабель выросла красивой девушкой и учится в частном колледже в Лос-Анджелесе. В день, когда она должна получить аттестат (с этого и начинается сериал), во время утренней пробежки её чуть не сбивает на машине аргентинский холостой богач Фернандо Салинас, который влюбляется в неё, однако Исабель не испытывает к нему таких чувств, так как в Аргентине у неё уже есть поклонник Эмилио (который по совпадению знаком с Фернандо). Выбирая платье для выпускного бала Исабель покупает роскошное розовое платье. Тем временем Бернарда, до этого прилежно исполнявшая работу экономки, напоминает мадам Герреро (которая к тому моменту уже вдова) о том, какой сегодня день, но мадам пытается убедить её, что лучше ничего не рассказывать Исабель, так как это может её огорчить, но Бернарда настаивает, чем доводит мадам до сердечного приступа, и поэтому Исабель вместо выпускного вечера вынуждена лететь домой. Когда она приезжает, мадам, под натиском Бернарды, и сама Бернарда рассказывают ей в третьем лице историю Бернарды, и девушка только к концу понимает, о ком они говорят. Её реакция именно такая, какую предсказывала мадам: Исабель вовсе не желает признавать Бернарду матерью и пребывает в полном отчаянии. Она настолько потрясена, что, не выдержав, срывается на мадам, и ту приходится госпитализировать, так как обнаруживается, что у неё была запущенная хроническая болезнь, которую она почему-то скрывала.
Чтобы оплатить её лечение, Исабель обращается к их семейному адвокату доктору Пинтосу и тут выясняется, почему мадам скрывала болезнь: после смерти мужа она заключала крайне невыгодные денежные сделки, которые не принесли дохода, из-за чего мадам влезла в кредиты и даже не платила налоги, чтобы оплачивать учёбу и иностранные поездки Исабель. Всё это привело к тому, что финансовое положение семьи Герреро теперь на мели. Фернандо, узнав об этом, оплачивает лечение, однако мадам всё равно умирает, но перед смертью успевает попросить Бернарду во что бы то ни стало беречь Исабель. Сама Исабель после похорон сталкивается с новой напастью: она тотально разорена и, фактически, нищая, так как дом и всё имущество оказываются заложенными. Тут Бернарда начинает брать ситуацию в свои руки: она уговаривает Исабель ответить Фернандо взаимностью, потому что он самая подходящая для неё партия и, будучи его женой, она вновь будет богатой и уважаемой всеми синьорой. В приступе полного отчаяния Исабель соглашается, хотя любовных чувств к Фернандо особо не испытывает и поэтому испытывает перед ним чувство вины. Когда Фернандо приводит её на званный вечер в свой дом, чтобы представить в качестве своей будущей супруги, то Исабель там производит фурор своей красотой (по этому случаю, Исабель надевает то самое розовое платье), хотя тётя Фернандо Габриелла, которая увлекается прорицанием, чувствует вокруг девушки странную тёмную ауру: ей кажется, что Исабель не принесёт Фернандо счастья, и что у неё есть какая-то тайна прошлого. Под конец вечера, когда большая часть гостей уже разошлась, Исабель в какой-то момент говорит, что хотела бы навсегда остаться такой красивой, какая она сейчас. Габриелла, услышав это, испытывает чувство предвидения чего-то ужасного в будущей судьбе Исабель.
В Буэнос-Айрес по делам приезжает Коррадо Вереццо. Будучи знакомым с Эмилио, он знакомится заодно и с Фернандо и случайно сталкивается с ним, когда тот сидит в кафе с Исабель. Исабель, сама не понимая почему, приглашает Коррадо на свою свадьбу, однако он вынужден уехать домой из-за болезни Мануэлы. Исабель выходит за Фернандо (по причине её траура они устраивают скромную свадьбу), а Бернарда переезжает работать в дом Салинасов, где тут же начинает наводить свои порядки и умудряется выжить предыдущую экономку. Несмотря на все её заслуги Исабель всё также отказывается признавать Бернарду матерью и та продолжает жить при ней на правах прислуги.

#### Часть вторая
Проходит ещё десять лет. Брак Исабель и Фернандо, хотя и заключён не по любви со стороны Исабель, уверенно держится на плаву и омрачён лишь отсутствием детей, которых очень хочет Фернандо. Исабель упорно лечится, но всё бесполезно: она бесплодна. Бернарда снова берёт ситуацию в свои руки. Выяснив, что у доктора Вилья, у которого лечится Исабель, есть тёмное прошлое (у него умерла от неудачного аборта несовершеннолетняя девушка), Бернарда заставляет его подделать результаты анализов, по которым выйдет, что бесплодным является Фернандо. Исабель никакого облегчения, однако, от этого не испытывает: Фернандо, узнав «диагноз», так убит горем, что чувство вины в её душе только усиливается.
Тем временем подросшая Мануэла работает учительницей в сельской школе и мечтает выйти замуж за своего кузена Руди. Коррадо, глядя на подросшую дочь, не может отделаться от мысли, что она очень похожа на невесту Фернандо Салинаса Исабель. Только Исабель блондинка с чуть завивающимися зачёсанными на бок волосами, а Мануэла — шатенка с чёлкой, но в остальном же лицо одной — копия другой. Решая выяснить причину сходства, он едет в Буэнос-Айрес и, придя в дом Салинасов, встречает там Бернарду. Тогда он понимает, что его догадка верна — Исабель его дочь, но Бернарда запрещает ему говорить что-либо Исабель, так как она, по её словам, будет презирать его. Коррадо возвращается домой, где у него случается сердечный приступ. Он зовёт Мануэлу и хочет рассказать ей о сестре, но успевает произнести только имя Исабель и что ей «лучше краситься под блондинку, потому что это ей очень идёт». Мануэла красится в блондинку, и, чтобы отвлечься от обрушившегося на неё горя, решает поехать в Италию в Рим. Туда же по делам летит Фернандо, и в самолёте они знакомятся. Удивлённый её сходством с Исабель, он заинтересовывается ею. Ведь Мануэла внешне копия Исабель, но характеры у них разные: в Мануэле, которая выросла в совершенно небогатых условиях, нет аристократического эгоизма. Мануэла влюбляется в него, и они проводят вместе ночь.
Тем временем у Исабель случается новая напасть: у неё обнаруживается системная волчанка, из-за чего она становится вспыльчивой и раздражительной, а кожа покрывается несводимыми пятнами. Ей нужно срочно лететь в Мадрид, чтобы ей сделали там сложную операцию. Перед отлётом она крупно ссорится с Габриеллой, которая просит Исабель не лететь в Мадрид, потому что, гадая на картах, увидела странные образы из будущего: во-первых, она увидела, как в будущем между Исабель и Фернандо встанет некая «преграда», связанная с чем-то, чего в будущем лишится тело Исабель (и хотя Исабель будет бороться, ей, по словам Габриэлы, ничего не удастся изменить); во-вторых, Габриэла увидела в будущем двух одинаковых Исабель — одну, которая отделена от Фернандо, и вторую, которая появится после этого рядом с Фернандо (причём, Габриэла говорит, что эта вторая «Исабель» сделает Фернандо счастливым, напомнив ему о том, как он любил предыдущую «Исабель»). И хотя Габриэла сама сбита с толку, в одном она твёрдо уверена: в будущем с Исабель случится что-то страшное и последствия похожи на «невыводимые пятна». Когда Исабель просит пояснить последнее, Габриэла в запале внезапно говорит, что эти пятна означают ложь: Исабель лжёт и, более того, по мнению Габриэлы, является уже не той невинной девушкой, которую когда-то полюбил Фернандо.
В Мадриде Исабель от Эмилио узнаёт про интрижку мужа и тут же вылетает в Рим. Когда Мануэла приносит в гостиничный номер Фернандо цветы, её там встречает Исабель, но Мануэла не видит степень их внешнего сходства, потому что Исабель одета в шляпу и чёрные очки. Зато Исабель задаётся вопросом, почему эта девушка — её живой портрет? Впрочем, она мало обращает на это внимания и требует у Мануэлы, чтобы та оставила Фернандо в покое, потому что он, по её словам, лишь пользуется ею. В бешенстве она оскорбляет девушку, и та убегает из номера. В отчаянии Мануэла приходит в местную церковь, где неожиданно теряет сознание и, обследовавшись у врача, понимает, что она беременна. Ей предлагают сделать аборт, но Мануэла отказывается. От волнения она, будучи на мопеде, который подарил ей Фернандо, попадает в аварию, где остаётся жива и невредима, но беременность прервана. В этом она признаётся только Руди и, вернувшись домой из Италии, они решают пожениться. Исабель прощает мужа за интрижку, так как в конечном итоге признает, что у Фернандо есть все причины проявлять интерес к девушке, которая моложе неё и здоровей. Но в то же время она признаётся Бернарде, что хотя брак с Фернандо и был заключён по чистому расчёту и все эти годы она ни разу не была с ним понастоящему счастлива, но впервые мысль о том, что Фернандо может бросить её ради другой женщины, вогнала её в страх и отчаяние. 
Наступает переломный момент сериала: Фернандо всё же узнаёт о системной волчанке и, чтобы загладить перед Исабель вину, решает поздно вечером свозить её на их частном катере на один из островов в дельте Параны. Однако, Фернандо только в последний момент оповещает сторожа лодки об их поездке, и тот не успевает как следует проверить мотор. Он предлагает отложить поездку до утра, но Исабель просит этого не делать. Во время плавания она собирается всё-таки рассказать Фернандо правду про себя, но не успевает этого сделать, потому что внезапно на катере глохнет мотор, потом гаснут огни, а затем они слышат гудок приближающегося грузовоза. Последнее, что успевает сделать Фернандо, это попытаться надеть на Исабель спасательный жилет. Спасательная служба находит только Фернандо. Исабель же, полуживую, спустя несколько дней, на пляже одного из островов Параны находит местная любовная пара алкоголиков Альдо и Хулия. Исабель без сознания, у неё многочисленные раны, повреждён голос и полностью обезображена правая часть лица. Польстившись на драгоценности Исабель, Альдо и Хулия переносят её к себе в хижину и зовут местную знахарку донью Хасинту (в полицию парочка обращаться не думает). А пока она идёт, Хулия стаскивает с Исабель её кулон и обручальное кольцо. Альдо, который от внешнего вида Исабель сильно выпивает, пытается отнять у жены драгоценности, но Хулия убегает. Альдо, рассердившись, наносит ей смертельный удар, и девушка падает в воду. Альдо, испугавшись, убегает, а тем временем к ним в хижину приходит Хасинта и уносит к себе Исабель. Спустя какое-то время сильно обезображенное тело Хулии находят, и Фернандо, к тому моменту поправившегося, вызывают на опознание, но тело ему не показывают, сославшись на его уродливость, и предлагают сделать опознание по драгоценностям на её теле. Поскольку это драгоценности Исабель, то Хулию хоронят под именем Исабель Герерро де Салинас. Бернарда, однако, отказывается верить в смерть дочери, потому что сердцем чувствует, что Исабель жива.
Исабель приходит в себя в хижине Хасинты. Её лицо обмотано повязками, ей тяжело говорить, а до ближайшего телефона очень далеко. Она впадает в отчаяние, когда находит в хижине газету с репортажем о катастрофе и читает в ней о собственной смерти. Однако всю плачевность своего положения Исабель осознаёт, когда во время смены повязок тайком смотрит в зеркало и видит насколько сильно изуродовано её лицо. Фернандо, оправившись от горя, решает разыскать Мануэлу, которую до сих пор не забыл. Отчасти он это делает потому, что Мануэла внешне копия Исабель, отчасти потому, что Мануэла ему действительно нравится. Он приезжает в посёлок и сталкивается там с Руди, который велит ему не приставать к Мануэле, потому что она из-за него достаточно настрадалась. Однако Фернандо, теперь влекомый чувством вины, врывается в церковь во время венчания Мануэлы и Руди как раз в тот момент, когда Мануэла должна ответить согласием. Увидев Фернандо и выслушав его, она понимает, что не может стать женой Руди. В результате между Руди и Фернандо прямо перед церковью происходит страшная драка, после которой оба с тяжёлыми синяками и ранами попадают в дом Вереццо. Выходив Фернандо, Мануэла всё-таки решает уехать с ним в Буэнос-Айрес. В столице они устраивают весьма скромную (даже по сравнению со свадьбой Исабель) свадьбу, на которой свидетелями выступают двоюродная сестра Мануэлы Марианна со своим бойфрендом Густаво.
А тем временем Исабель стараниями Хасинты почти полностью поправляется (ей не удаётся восстановить голос до прежнего звучания) и уговаривает Хасинту отвести её к телефону. Она звонит домой, и трубку берёт Бернарда. Хотя женщина не смогла расслышать голос девушки, у неё появилась уверенность, что это была её дочь. Фернандо впервые приводит Мануэлу к себе в дом, чтобы представить её своим родственникам, однако радостной встречи не случается. Все обитатели дома Салинасов впадают в шок, увидев девушку. Ещё больший шок испытывает сама Бернарда, которая расценивает это со стороны Фернандо, как предательство: она и все остальные уверены, что Фернандо любит Мануэлу только из-за её сходства с Исабель. Вторично Бернарда испытывает шок, когда осторожно расспросив Мануэлу о её семье, понимает, что девушка — единокровная сестра Исабель (узнав о смерти Коррадо, Бернарда, несмотря на сделанное ранее заявление, что её любовь к нему умерла, всё же едет на его могилу). Самой Мануэле приходится нелегко, потому что окружающие волей-неволей постоянно сравнивают её с Исабель, и часто не в пользу Мануэлы (из-за чего Фернандо по её просьбе приглашает работать в дом служанку семьи Вереццо Луизу, которая является подругой детства Мануэлы), так как выросшая в небогатой провинциальной семье она со своим скромными поведением и вкусом сильно отличается от любившей изысканность и престижность Исабель. В итоге получается парадоксальная ситуация — Мануэле удаётся завязать хорошие отношения за редким исключением лишь с теми, с кем как раз не ладила Исабель.
Буквально через несколько дней после приезда Мануэлы туда же ночью возвращается и сама Исабель, после чего начинают происходить странные события: сначала Мануэла находит разбитую рамку с фото, где она заснята с Фернандо, потом портрет Исабель (что раньше висел в гостином холле, но был снят оттуда после того, как Исабель объявили мёртвой) покрывается красными полосами краски. Чтобы очистить портрет в дом приходит друг Салинасов художник Арт Уилсон (он же и автор этого портрета), которому удаётся стереть полосы и восстановить изображение за исключением лица и поэтому он просит Мануэлу попозировать ему. В итоге портрет символично теперь изображает Мануэлу, хотя особой разницы даже и не заметно. Мануэла хотя и восхищена этим, но всё же чувствует какую-то исходящую от портрета угрозу.
Буквально в тот же вечер Бернарда сидит в своей комнате одна, когда раскрывается дверь, и входит Исабель. Бернарда сначала приходит в ужас, потому что её дочь носит косую странную маску и одета в старое тряпьё, потом радуется, но Исабель не разделяет её восторга. Она выпытывает у матери, почему новая жена Фернандо так похожа на неё (а с учётом, что Мануэла младше Исабель, то она смотрится моложе). Узнав правду, у Исабель начинается целая мешанина противоречивых в отношении Мануэлы чувств: она её сестра, но она заняла её место; Мануэла была законнорожденной для своих родителей (факт, что она имела неродных родителей мучает Исабель больше всего), а Исабель по сути подкидыш; Мануэла, по сути, бедная крестьянка, которая попала в богатый дом из-за своей внешности; и Фернандо любит Мануэлу только из-за её лица. Бернарда «подливает масла в огонь», соглашаясь с её доводами. Воспылав желанием уничтожить сестру, Исабель строит Мануэле всяческие козни, то и дело подговаривая Бернарду на разного рода провокации, и в доме Салиносов начинают происходить странные события.
Прячась в комнате, которая принадлежала ей до аварии, Исабель, целыми днями просиживая в изоляции, постепенно сходит с ума (не помогает даже то, что её изредка навещает Хасинта, которой удаётся свести пигмент с её кожи), и её ненависть к Мануэле только усиливается. Она то донимает Мануэлу анонимными телефонными звонками, то молчаливым призраком попадается ей на глаза. Когда в доме Салинасов устраивают костюмированный маскарад, Исабель, одев маскарадную маску и украденное у Мануэлы платье, предстаёт перед Фернандо, представившись ему, как писательница по имени Анаис, но её попытка очаровать его, тем не менее, не имеет успеха. Находящийся на этом маскараде Эмилио умудряется «раскусить» Исабель, но пока никаких действий не предпринимает, однако, через некоторое время ему удаётся уломать Бернарду, и Исабель раскрывает ему себя (Эмилио решает поддерживать её, так как его любовные чувства к Исабель были только усилены ревностью в отношении её свадьбы с Фернандо).
Исабель озлоблена неудачей по поводу того, что ей не удалось соблазнить Фернандо, и Бернарда начинает дурачить Мануэлу разговорами на тему, что раз она так похожа на Исабель, то почему бы ей, в угоду семьи Салинас, не стать ею? Мануэла, которая сама чувствует, что Фернандо и остальные всё никак не могут свыкнуться, что перед ними не Исабель, соглашается с ней. Она начинает душиться духами Исабель, надевает её украшения, а в день рождения Фернандо, где он хочет всем представить Мануэлу как свою жену, Мануэла, по «доброму» совету всё той же Бернарды, сначала возвращает в гостиный холл портрет Уильсона с Исабель, а затем надевает то самое платье, в котором Исабель запечатлена на этом самом портрете (это всё то же самое розовое платье, что Исабель купила для выпускного), и в таком виде спускается к гостям. Фернандо возмущен этим, в результате вечер оказывается сорванным (причём, пока все толпятся в холле, ошарашено глядя на Мануэлу, на верхней площадке лестницы появляется Исабель и молча ухмыляется). Здесь Бернарда впервые начинает чувствовать, что Исабель сильно перегнула палку в кознях Мануэле, но всё же её любовь к дочери заставляет её идти у той на поводу дальше. Возмущение Фернандо доводит его жену до нервного срыва, и Мануэлу начинают пичкать успокоительными, из-за чего она целыми днями лежит в кровати в полу-бессознательном состоянии, в то время как Исабель, Бернарда и Эмилио создают ей различные слуховые галлюцинации, пытаясь путём самовнушения заставить её думать, что она Исабель, чудом выжившая после аварии. Здоровье девушки ухудшается, но ей удаётся обманом соскочить с лекарств, и ей становится лучше, но тут Исабель тайком выливает Мануэле в сок весь пузырёк лекарства. Хотя девушку удаётся спасти, члены семьи Салинасов начинают сомневаться в её психической стабильности, и встаёт вопрос о помещении Мануэлы в психушку. Собрав остатки сил, Мануэла сбегает из дома Салинасов и прячется сначала в монастыре, потом — у новой подруги Дороти. Но Фернандо находит её и, после долгих проволочек, они мирятся. Чтобы расслабиться, оба уезжают на горнолыжный курорт в Италию в Сестриере. Бернарду решают уволить, но она ссылается на то, что пока не нашла себе новое жильё. Когда в дом Салинасов приходит мать Мануэлы Мерседес, Бернарда, узнав, кто она, отводит женщину в свою комнату, где та видит портрет Исабель, окруженный свечами. Когда она сообщает об этом Мануэле по телефону, то девушка с ужасом находит в одном из их чемоданов подсунутые туда Бернарой личные вещи Исабель.
Исабель решает сделать пластическую операцию, и Эмилио связывается с пластическим хирургом Сантильяном (представив ему Исабель, как его жену Анаис Акоста), но тот стопроцентного успеха не обещает — шрамы глубоки, задет нерв и, хотя Бернарда приносит ему фотографию Мануэлы в качестве образца её прежнего лица (как она говорит Эмилио, она решила взять фото Мануэлы, потому что ни на одной из своих фотографии Исабель не улыбается так красиво, как Мануэла), он говорит, что как бы удачно не прошла операция, сделать её лицо таким, как прежде, будет невозможно. Исабель же, из собственной гордости, не говорит доктору, что у неё волчанка и, как следствие, тяжело переносит операцию — у неё чуть не случается остановка сердца (при наличии системной волчанки пластические операции противопоказаны). После операции ей прописан покой, но вместо этого она отказывается принимать успокоительные и записывает для Мерседес Вереццо угрозы на аудиокассету. Один раз к ней приходит Хасинта, которая, зная о волчанке Исабель, сообщает, что она никогда не станет такой, как прежде и говорит, что отныне не может больше ей помогать; вместо этого Исабель будет помогать некая «посланница». Очень скоро Исабель узнаёт, что в соседней с ней палате лежит пациентка, которой тоже сделали пластическую операцию, но по другой причине: она застала своего мужа с любовницей и убила их, но из-за недостатка улик её отпустили, и теперь она хочет путём смены лица начать новую жизнь («посланницей», о которой говорила Хасинта, была она — намекается, что ранее знахарка и эта женщина пересекались). Пробираясь по ночам в её палату, Исабель посвящает её во все свои тайны и затевает с ней некий план. Накануне снятия повязок Исабель сама снимает их и видит, что операция оказалась неудачной — лицевые мускулы ей почти восстановили, но на почве системной волчанки пошло разрушение нервов, и швы на месте шрамов не зарубцевались. Она тайком уходит из больницы и поселяется в одном заброшенном домике (о котором ей в своё время рассказала Хасинта). Туда же к ней приходит и другая пациентка. Женщины делают надрезы себе на запястьях и, сцепив руки, пациентка клянётся занять место Исабель-Анаис и стать глазами и ушами последней. Сама же Исабель напоследок говорит ей, что отныне они две половинки одного человека.
«Анаис» внедряется в доверие к Бернарде и Эмилио, выдав себя за Исабель. Сама Исабель, живя в заброшенном доме и держа связь с внешним миром только через фальшивую Анаис, теперь ещё больше начинает сходить с ума от ненависти к Мануэле и Фернандо. Анаис возвращается в дом Салинасов в лице знакомой Эмилио и представляется Фернандо той самой Анаис с карнавала. Фернандо явно ей заинтересован и разрешает ей жить в доме Салинасов, заняв комнату Исабель. Втеревшись в доверие ко всем членам семьи, кроме Мануэлы, Анаис начинает интриговать против последней и небезуспешно. На торжественном вечере Мануэла признается всем, что ждёт ребёнка от Фернандо, чем снова устраивает фурор — ведь Фернандо думает, что бесплоден. Мануэле никто не верит, и это вынуждает её вторично уйти из дома Салинасов. Тем временем спасительница Исабель Хасинта звонит в дом Салинасов и требует у Анаис (она знает фальшивое имя Исабель) денег за то, что спасла её. Анаис боится разоблачения подлога, так как, по её мнению, Хасинта может потом запросить ещё больше. И если Бернарда и Эмилио не верят в это (так как Хасинта и раньше получала от них деньги, но она никогда не просила много), то Исабель, услышав доводы Анаис, недрогнувшим голосом приказывает убить её. Когда же Анаис приезжает к Хасинте, то Хасинта неожиданно говорит Эмилио (который приехал вместе с Анаис, думая, что Хасинте просто пригрозят), что его обманывают: она лично лечила Исабель, видела её шрамы и теперь ясно видит — Анаис не Исабель. Тогда Анаис, испугавшись разоблачения, убивает её, ударив заколкой в спину. Эмилио шокирован этим, но Анаис удаётся успокоить его.
Но Хасинта не умирает сразу — она успевает позвать к себе Мануэлу (Хасинта знала от Исабель о её существовании) и путано в предсмертном бреду произнести несколько слов про центральную больницу и про Альдо. Мануэла и приехавший с ней Руди после этого начинают собственное расследование. Они узнают, что Альдо и Хулия нашли на берегу полуживую женщину, у которой они отняли драгоценности, а потом Альдо убил Хулию, и её тело оказалось в реке. А после того, как они читают в газете, что труп «Исабель» был идентифицирован только из-за того, что при нём были её драгоценности, у них появляется подозрение, что в могиле лежит Хулия. Несмотря на протесты Фернандо, Мануэле удаётся добиться у местного судьи разрешения на эксгумацию останков, которая, конечно же, подтверждает её правоту. Тем временем Анаис приступает ко второй части плана Исабель (план состоял в том, чтобы сначала устранить Мануэлу из дома, а потом заставить Фернандо увидеть в Анаис сходство с Исабель, после чего первая удалится, а вторая выйдет из укрытия). Анаис пытается соблазнить Фернандо с помощью различных жестов, которые Фернандо знает только от Исабель, но тот после ухода Мануэлы из дома впадает в депрессию и с горя признаётся Анаис, что только теперь он понял, что даже Исабель он никогда не любил так сильно, как Мануэлу. Исабель, узнав это, решает, что если Фернандо не может достаться ей, то пусть он не достанется никому.
Тем временем сама Анаис несколько раз «попадается» на различных нестыковках, из-за чего у Бернарды и Эмилио начинают зарождаться сильные подозрения в отношении её личности, хотя сама Анаис пытается своё поведение списать на то, что Анаис — её новая личность, а Исабель осталась в прошлом. Но Эмилио поведение Анаис начинает всё больше пугать, и он на грани того, чтобы публично раскрыть её личность. Тогда Анаис заманивает его в заброшенный дом, где они вместе с Исабель убивают Эмилио заколками. Затем Анаис подсыпает Фернандо в стакан с виски яд, который ей в своё время дала Хасинта. Тот оказывается при смерти, врачи не могут найти причину недуга, а подозрение падает на Мануэлу. Бернарда, узнав о том, что смерть Эмилио и отравление Фернандо, возможно, дело рук Исабель, всё больше начинает терять к ней доверие, но всё же по просьбе Анаис выбрасывает пакетик с ядом, но тот случайно обнаружен, благодаря чему удаётся найти противоядие, и Фернандо поправляется.
Тем временем, Мерседес Вереццо тоже проводит небольшое расследование. Зная о том, что Исабель внешне копия Мануэлы, Мерседес вспоминает то, как преданна Бернарда Исабель и то, что Бернарда, при разговоре с Мерседес, говорила на испанском с таким же акцентом, с каким говорил Коррадо. Она рассказывает о своих наблюдениях другу их семьи и священнику Отцу Хосе и тот вспоминает, как на могилу Коррадо через некоторое время после его похорон приходила женщина (которой и была Бернарда). Мерседес понимает: если Бернарда была той сицилийкой, которая забеременела от Коррадо, а Исабель так похожа на Мануэлу, то это значит, что Бернарда — мать Исабель, а сама Исабель — единокровная сестра Мануэлы. Она сообщает об этом Фернандо. Параллельно Мануэла выходит на доктора Вилья, который сначала отказывается что-либо говорить, но потом его больная жена, которая пыталась сообщить Мануэле правду, умирает от сердечного приступа после того, как ей с угрозами звонит по телефону Анаис, и Вилья, считая, что ему уже нечего терять, признаётся: Фернандо не бесплоден, все его справки из различных клиник мира являются фальшивыми. А узнав, что Исабель - её единокровная сестра, Мануэла впадает в отчаяние, но всё же решает прийти в дом Салинасов, чтобы рассказать правду.

### Финал
Придя в дом Салинасов, Мануэла рассказывает всё Фернандо, однако, она не знает о подмене Исабель, поэтому ошибочно указывает на Анаис, говоря, что это Исабель, изменившая себе лицо с помощью операции. Если в подделку справок Фернандо ещё готов поверить, то в личность Анаис — нет, и расстроенная Мануэла убегает из дома. Сразу после этого приходит инспектор Луна, расследующий убийство Эмилио, и арестовывает Анаис. Когда её уводят, Анаис кричит Фернандо, что она ни при чём, всё дело рук Исабель. Мануэлу догоняет сестра Фернандо Тереса, признав, что Мануэла действительно беременна её племянником, приглашает девушку для расслабления отправиться с ней к её бойфренду Марчелло в Италию, в Геную. Расстроенный Фернандо вызывает Вилья, и тот признаётся насчёт справок. Фернандо впадает в ярость, и испуганный Вилья говорит, что он не мог иначе — на него давила Бернарда Морелли. Фернандо в ярости срывается на Вилья, несётся в комнату Бернарды, но там его гнев сменяется жалостью — Бернарда, узнав, что Анаис всё-таки убила Эмилио, теряет рассудок, но пока ещё сохраняет ясность и признаётся Фернандо во всём, добавив, что Исабель решилась пожертвовать всем, что у неё было, лишь бы снова быть с ним. Ведь даже на операцию она согласилась лечь под угрозой, что может не перенести её. Хотя у Бернарды и были сомнения в отношении личности Анаис, она, тем не менее, продолжает думать, что та — её дочь, и поэтому упрекает Фернандо в том, что его сердце никак не подсказало ему, что Исабель всё это время была рядом с ним (из-за этого Фернандо ошибочно уверяется в мысли, что Мануэла была права — Анаис действительно Исабель). Напоследок Бернарда горько обвиняет Фернандо в том, что что бы он ни говорил теперь о его любви к Мануэле, в этот дом он привёл её только из-за её схожести с Исабель. Деморализованный Фернандо решает догнать Мануэлу, но приезжает в аэропорт слишком поздно. Разбитый и донельзя расстроенный, он возвращается домой и идёт в комнату библиотеки, где, упав в кресло, впадает в забытие. Вилья приезжает на могилу жены, где, признав себя виновным в том, разрушил семью Салинас, застреливается из пистолета. Бернарда всё больше сходит с ума, так как мысли об Исабель смешиваются с подозрениями, что Анаис не была её дочерью. Через какое-то время Фернандо приходит в себя, когда обнаруживает стоящую перед ним Бернарду, которая с пустой улыбкой гладит его по волосам и лицу. Поддавшись чувствам, мужчина засыпает и проводит весь остаток дня в библиотеке.
Вечером над Буэнос-Айресом начинается гроза. Бернарда по какому-то внутреннему зову заходит в комнату Исабель, где в отблесках молний видит что-то такое, что её очень пугает. Затем Фернандо в библиотеке просыпается от того, что в парадном холле женский голос зовёт его по имени. Выйдя в холл, Фернандо с ужасом видит, как по лестнице спускается женщина с волосами, как у Исабель, и одетая в то самое платье, в котором Исабель изображена на картине Уильсона. Когда женщина подходит поближе, Фернандо кажется, что он видит Мануэлу, у которой волосы почему-то закрывают правую часть лица. «Я Исабель. И я вернулась к тебе», — неожиданно говорит женщина и откидывает с лица волосы, показывая Фернандо уродливые рубцы. Фернандо в глубоком шоке и лишь говорит, что не может простить Исабель после всего, что случилось с Мануэлой, но Исабель в отчаянии сообщает, что ей не нужно его прощение; она лишь хочет, чтобы он был рядом с ней. В последней попытке она взывает Фернандо к ответу: он действительно уверен, что любил именно Мануэлу, а не её, похожее на Исабель, лицо? Но всё же чувствуя, что её попытки бесполезны, Исабель (пользуясь тем, что Фернандо от шока и отвращения зажмурился), вытаскивает из-за пояса нож, но успевает только замахнуться, когда Бернарда выстреливает в неё из револьвера. Исабель сползает на пол и, умирая, спрашивает Фернандо, кого из них он любил больше. Бернарда на это только жёстко замечает: «Этого ты никогда не узнаешь!» В ответ Исабель, прежде чем умереть, успевает произнести «Мама» — слово, которым она никогда не собиралась называть Бернарду (о чём с вызовом заявляла ей несколько раз). Окончательно обезумевшая Бернарда направляет на Фернандо револьвер, требуя, чтобы он не двигался, потому что иначе «он разбудит её». Затем со словами «Как красива сеньора Мануэла, когда она спит» прикрывает Исабель глаза и гладит её по голове. В таком положении их и застаёт инспектор Луна, которого вызвала Габриела, так как той привиделась мёртвая Исабель. В итоге Бернарда попадает в психушку, где окончательно теряет рассудок и начинает думать, что Исабель и Коррадо живы. Примерно в то же время Анаис начинает слышать голоса Исабель и Хасинты и, вспомнив об их с Исабель клятве, в итоге вешается в камере. О доме Салинасов пишет вся пресса, из-за чего Фернандо продаёт его, выдаёт расчёт прислуге и едет в Италию, где находит Мануэлу, которая в одиночестве гуляет по достопримечательностям Портофино и готова уже смириться с судьбой матери-одиночки. Он извиняется перед ней, признаёт их ребёнка, и они целуются.

## Версии
Итальянская версия короче по числу серий, так как некоторые сюжетные линии в видеоряде или укорочены или целиком вырезаны — вместо оригинальных 228 серий итальянская имеет 193, — но в то же время итальянская версия имеет сюжетные линии персонажей, которых нет в аргентинской версии (персонажи актёров Ванессы Гравины и Фабио Тести присутствуют только в итальянской версии) и, соответственно, имеет ряд сцен, которых нет в аргентинской версии. Различается и порядок тех эпизодов, которые присутствуют в обеих версиях. Финал сериала в итальянской версии более развёрнут (в аргентинской версии сюжетные линии многих второстепенных персонажей в финале или сжаты или оборваны). Различаются целиком и музыкальные дорожки версий.
Заглавная песня сериала исполнена Пабло Ольвидасом. Песня была записана им на двух языках для соответствующих версий и является кавер-версией одноимённой песни испанского певца Хулио Иглесиаса (оригинальная песня записана на испанском, но песня из аргентинской версии сериала имеет немного другой текст). В финальной сцене, где Фернандо находит Мануэлу в Портофино, в аргентинской версии за кадром звучит песня 1960-х «Se Dio Ti Da» (рус. Если Бог тебе даст...) в современной на момент съёмок кавер-версии итальянского певца Друпи (Drupi), в итальянской — всё та же итальянская версия «Manuela».
Вступительная заставка итальянской версии содержит только кадры с перечнем главных актёров, в аргентинской после этого ещё следует видеоряд, представляющий собой нарезку различных сцен из первой половины сериала. В итальянской версии во вступительных титрах имена главных актёров сопровождаются фотографиями, представляющими собой кадры из сериала с их участием. В аргентинской версии это отдельно снятые фотографии.

## В ролях
В оригинале сериал снимался на испанском. Для трансляции в Италии сериал был дублирован на итальянский. У некоторых персонажей имена были или заменены на другие, или испанское произношение их имён было заменено на итальянское.
- Гресия Кольменарес — Мануэла Вереццо / Исабель Герреро (до аварии и после операции) (дублирует Сильвия Тоньолони)
  - Даниэла Рэдин — Исабель в детстве / Мануэла в детстве (дублирует Перла Либератори)
- Хорхе Мартинес — Фернандо Салинас (в итальянской версии — Франческо) (дублирует Маурицио Фардо)
- Мария Роза Галло — Бернарда Морелли, мать Исабель (в итальянской версии — Миранда) (дублирует Кристина Градо)
  - Габриэла Салас — Бернарда в молодости (дублирует Изабелла Пазанизи)
- Габриэль Коррадо — Родольфо Вереццо, отец Руди и Марианны / Руди Вереццо, брат Марианны и кузен Мануэлы (дублирует Роберто Шевалье)
  - Эмильяно Кашка — Руди в детстве
- Густаво Гильен — Эмилио Акоста, друг Фернандо, влюбленный в Исабель (дублирует Витторио Де Анджелис)
- Марита Бальестерос — Тереса Салинас, сестра Фернандо (в итальянской версии — Марина) (дублирует Виттория Фебби)
- Сильвия Кутика — Марианна Вереццо, сестра Руди и кузина Мануэлы (дублирует Стефания Патруно)
  - Наталия Перез — Марианна в детстве
- Кристина Мурта — Мерседес Вереццо, мать Мануэлы, тётя Руди и Марианны (в итальянской версии — Марселла) (дублирует Стефания Романьоли)
- Нелли Проно — Габриелла Салинас, тётя Фернандо и Тересы (дублирует Миранда Бонансеа)
- Фабиан Пицорно — Леопольдо Анцуатти, муж Тересы (третий) (в итальянской версии — Леопольдо Ачеведо) (дублирует Стефано Мондини)
- Жан-Пьер Ноер — Антонио Морено, адвокат, друг Фернандо (дублирует Лучио Сакконе)
- Лилиана Лаваль — Дороти, подруга Мануэлы (дублирует Анна Рита Пазанизи)
- Едуардо Сапак — Арт Уильсон, художник (дублирует Франческо Паннофино)
- Ния Кесада — Хасинта (в итальянской версии — Заира) (дублирует Франческа Палополи)
- Вита Эскардо — Исабель (после аварии, до пластической операции)[ком. 1]  / «Анаис Акоста» (дублирует Сильвия Тогнёлёни)
- Ванесса Гравина — Анна Негри (присутствует только в итальянской версии)
- Григорио Мастрота — Марселло Негри (дублирует Маурицио Рети)
- Фабио Тести — Карло (присутствует только в итальянской версии) (дублирует Микеле Гаммино)
- Карлос Мена — Лоренцо, шофёр Фернандо (дублирует Серджо Ди Стефано)
- Клотильда Борелла — Карлота, мать Луисы
- Андреа Политти — Луиса
  - Мария Лаура Деамброси — Луиса в детстве
- Ильда Бернард — Мадам Герреро, приёмная мать Исабель
- Андреа Бонелли — Сильвина
- Лита Сориано — Амелия (дублирует Фламиния Яндоле)
- Пачи Армас — Др. Пинтос, адвокат семьи Герреро (дублирует Ферруччо Амендола)
- Хоакин Боусас — Др. Игнасио Вилья (в итальянской версии — Игнацио Вила) (дублирует Паоло Ломбарди)
- Элвио Галван — Альдо
- Альдо Брага — Коррадо Вереццо, отец Исабель и Мануэлы (дублирует Сандро Сардоне)
  - Рубен Бальестер — Коррадо в молодости (дублирует Нино Престер)
- Грасиела Гомес — Аделаида, тётя Мануэлы, Руди и Марианны
- Мануела Гонсалес Бирд — Элиса
- Магали Моро — Росарио
- Орасио Пена — Отец Хосе
- Паола Крум — медсестра в Италии
- Освальдо Гиди — доктор Коллазо
- Глория Карра — Дженни, подруга Исабель
- Пилар Машокки — Исабель после аварии (в титрах не указана) (дублирует Сильвия Тоньолони)

## Производство
Идея совместного международного проекта с Гресией Кольменарес в главной роли возникла у итальянской стороны после того, как венесуэльская теленовелла «Топаз» со всё той же Кольменарес в главной роли была дублирована на итальянский и показана в Италии, где возымела большой успех.
Теленовеллу можно условно поделить на две части: первую, в которой ведущим сценаристом был Хорхе Хэйес, скончавшийся в разгар съёмок, и вторую, в которой ведущим сценаристом стала Ана Монтес, заменившая Хэйеса. Основанная часть сюжета является своего рода вольным римейком бразильской теленовеллы «Наследница» (1978) (чей сценарий тоже был написан Маноэлем Карлосом), которая является экранизацией одноимённого романа 1934 года бразильской писательницы Каролины Набукко. Сюжет рассказывает о девушке Марине, которая выходит замуж за богатого вдовца Роберто Стина после того, как погибла его жена Алиса. Постепенно девушке начинает казаться, что Алиса вовсе не погибла, и всё время чувствует её присутствие в доме Стинов. Роман получил печальную популярность, так как спустя четыре года в США вышел совпадающий по основной сюжетной линии роман «Ребекка» Дафны Дюморье. Последняя и её издатель опровергли все обвинения в плагиате (Дюморье утверждала, что до этого даже не слышала ни о Набукко, ни о её романе) и обе стороны ни к какому соглашению так и не пришли.
Производством сериала со стороны Аргентины занималась компания «Crustel S.A», со стороны Италии — «Deltavision» и «Reteitalia». Съёмки начались в ноябре 1990 года. Сцены в декорациях снимались в Студии №4, расположенной в кинокомпании «Sonotex». В качестве особняка Салинасов для наружных сцен был заснят Замок Генерала Пачеко. На момент выхода теленовелла была одним из самых дорогих экспортных продуктов Аргентины. Гресия Кольменарес была утверждена в сериал без проб, для неё это была первая двойная роль и первая работа, где она играла отрицательную сложную героиню.
Роль Исабель в сериале исполнили три актрисы: непосредственно Гресия Кольменарес (Исабель-блондинка до аварии и после снятия повязок), Пилар Машокки (Исабель-блондинка после аварии и до момента, когда Исабель красит волосы) и Вита Эскардо (Исабель-брюнетка после покраски волос и вплоть до операции). После того, как в сериале появилась подросшая Мануэла, актрисе, по мере развития сюжета, стало всё тяжелее играть совершенно разных по характерам героинь. В итоге после сюжетной линии про аварию на катере роль Исабель стала исполнять непрофессиональная актриса, модель Пилар Машокки, однако её игра не устроила съёмочную группу и на роль Исабель была приглашена профессиональная актриса Вита Эскардо (в отличие от Машокки, которая никогда не указывалась в титрах, Эскардо сразу получила упоминание, но без указания роли). Новая замена в рамках сюжета обыгрывается тем, что Исабель решает проникнуть на бал-маскарад в доме, для чего красится из блондинку в темную шатенку, чтобы не быть узнанной (потому что Эскардо была шатенкой). Затем обнаружилось, что маска, которую носила Машокки, не подохдит Эскардо, поэтому была придумана небольшая сюжетная линия, в которой Исабель после покраски волос начинает чувствовать себя другим человеком и просит Хасинту сделать ей новую маску.
Было решено, что Кольменарес вернётся к роли Исабель, когда та снимет после операции бинты. Изначально планировалось, что операция у неё пройдёт нормально, но по мере приближения соответствующих съёмок Кольменарес чувствовала, что ей не хочется возвращаться к роли Исабель: со слов Виты Эскардо, Кольменарес считала, что роль Исабель нанесла вред её имиджу, так как раньше она играла лишь положительные роли. В итоге в сюжет был введён персонаж «Анаис» (в исполнении всё той же Виты Эскардо), к которому перешла часть изначально запланированной сюжетной линии Исабель, а Кольменарес в итоге всё же вернулась к роли Исабель, но ту свели к минимуму — все сцены в заброшенном домике с Исабель были сняты отдельным непрерывным блоком, что в итоге привело к различного рода киноляпам.
Портрет Исабель на самом деле был фотоколлажем — живописным был только фон, в то время как фигура Исабель была вырезкой с фотографии с живой Грэсией Кольменарес. После завершения съёмок актриса забрала портрет себе.
Мелодия из музыкальной шкатулки, с помощью которой Исабель несколько раз дурачит Мануэлу, это «Колыбельная» Иоганнеса Брамса.
В 1992 году сериал получил премию, как лучшая теленовелла. На волне успеха в тот же год теми же авторами была выпущена другая международная теленовелла «Микаела» (половина актёрского состава в ней состояла из актёров «Мануэлы», главную мужскую роль снова сыграл Хорхе Мартинес), но она такого успеха не получила.

## Дубляж на русский язык
На русский язык роли дублировали Наталья Казначеева, Светлана Шейченко, Александр Белявский, Николай Буров, Людмила Ильина, Наталья Гурзо, Андрей Бархударов и Сергей Быстрицкий.